# حي 6 يونيو (قشن)
حي 6 يونيو هو أحد أحياء مدينة قشن بمحافظة المهرة اليمنية، بلغ تعداد سكانه 1140 نسمة حسب التعداد السكاني في اليمن لعام 2004.